# ماسیمو بونینی
ماسیمو بونیتی (به ایتالیایی: Massimo Bonini) بازیکن سابق فوتبال می‌باشد. بونینی در طول سالیانی که فعالیت ورزشی داشت بیشترین بازی‌های خود را برای یوونتوس تورین انجام داد. او برای این باشگاه ۱۹۲ بار به میدان رفت و ۵ گل نیز به ثمر رساند. وی در تیم ملی زیر ۲۱ سال ایتالیا نیز بازی کرد اما در رده بزرگسالان تصمیم گرفت که برای تیم ملی فوتبال سن مارینو به میدان برود. بونینی ۱۹ بازی ملی نیز در کارنامه خود دارد

## افتخارات

### باشگاهی
- سری آ: ۱۹۸۱–۸۲; ۱۹۸۳-;۸۴ ۱۹۸۵–۸۶
- جام حذفی ایتالیا: ۱۹۸۲–۸۳
- لیگ قهرمانان اروپا: ۱۹۸۴–۸۵
- جام در جام اروپا: ۱۹۸۳–۸۴
- لیگ اروپا: ۱۹۸۹–۹۰
- سوپر جام اروپا: ۱۹۸۴
- جام بین قاره‌ای :۱۹۸۵